# Plumana
Plumana é um gênero de mariposa pertencente à família Acrolophidae.